# Brittany Kaiser

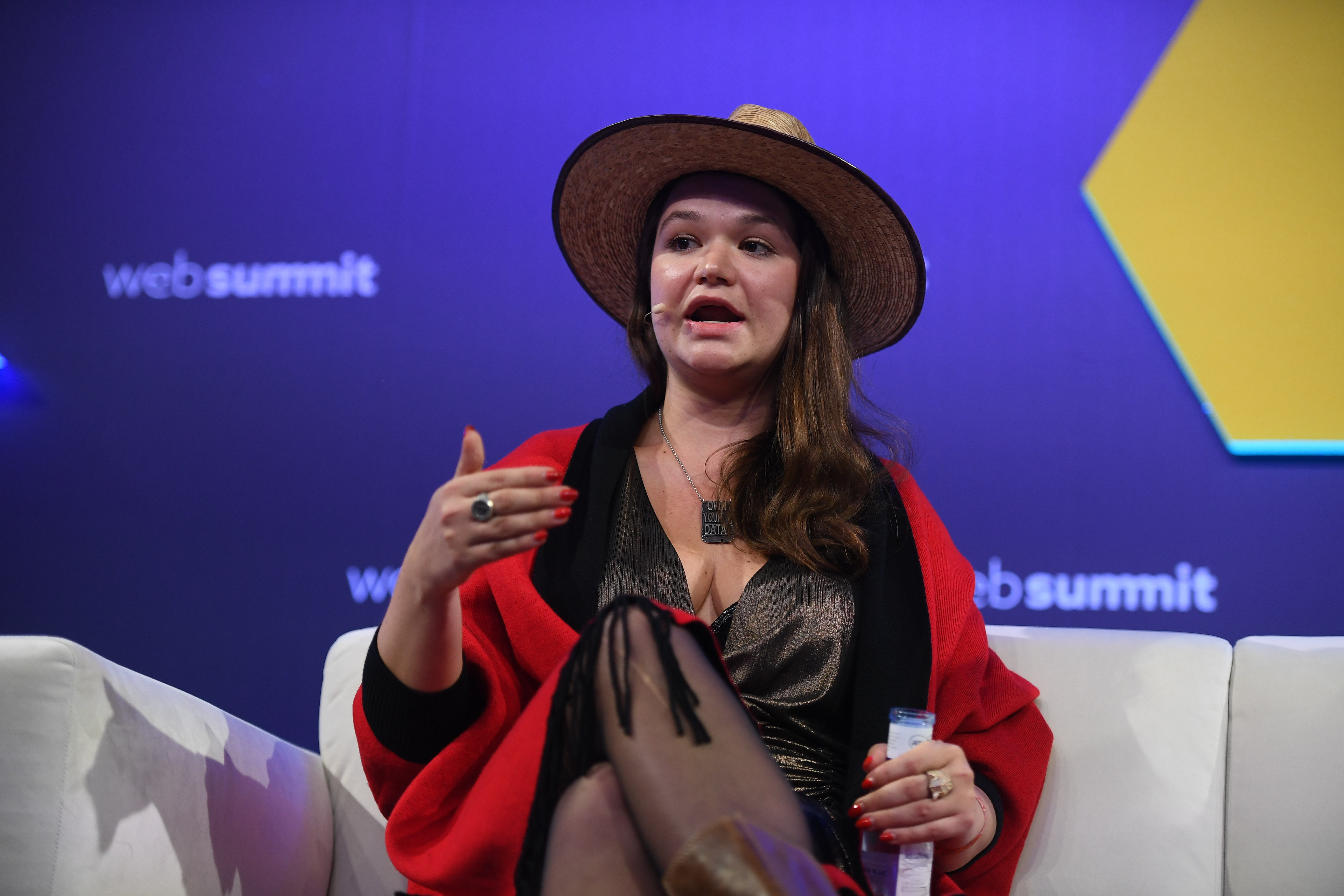
Brittany Kaiser (2019)

Brittany Kaiser (1986) is een Amerikaanse voormalige Business Development-directeur van Cambridge Analytica, dat implodeerde nadat uitkwam dat Facebookdata werd misbruikt, wat een invloed zou kunnen gehad hebben op Brexit en de Amerikaanse verkiezingen van 2016. Kaiser getuigde over haar werk bij Cambridge Analytica voor het Britse parlement en bij het onderzoek van Robert Mueller.

## Vroege leven
Kaiser werd geboren in Houston en groeide op in Lincoln Park in het noorden van Chicago. Haar vader zat in de vastgoedsector en haar moeder werkte voor Enron.
Kaiser studeerde in 2005 af van de Phillips Academy Andover en studeerde erna verder aan de Universiteit van Edinburgh, de Stadsuniversiteit van Hongkong, Birbeck College en behaalde diploma's aan het World Bank Institute en het US Institute of Peace. Later behaalde ze een doctoraat in filosofie aan de Universiteit van Middlesex.

## Carrière
Tijdens haar studies in Schotland nam Kaiser vrijaf om te werken voor Barack Obama's mediateam tijdens de presidentsverkiezingen van 2007. Ze werkte ook voor Amnesty International als lobbyiste met betrekking tot misdaden tegen te mensheid.
Tussen februari 2015 en januari 2018 werkte Kaiser fulltime voor de SCL Group, de moedervennootschap van Cambridge Analytica als directeur van business development. Tijdens haar tijd bij Cambridge Analytica werkte ze onder andere voor CEO Alexander Nix. In navolging van het Facebook-Cambdrige Analytica schandaal vluchtte Kaiser naar Thailand. Ze getuigde voor het Britse parlement over Cambdrige Analytica and privacybedreigingen die Facebook stelt. In april 2018 startte Kaiser zelf een Facebookcampagne onder de naam #OwnYourData waarin ze opriep tot transparantie. 
Kaiser is een van de protagonisten in de Netflixdocumentaire The Great Hack waarin ze vertelt over haar werk bij Cambridge Analytica. Haar boek dienaangaande kwam in oktober 2019 uit.
In een interview met de BBC vertelde ze dat ze wil dat Facebook politieke reclame verbiedt.
In juni 2019, werd Kaiser benoemd aan de adviesraad van Phunware, een technologiebedrijf dat de smartphoneplaats en de gebruikersgegevens van potentiële kiezers voor de Trump 2020 Campagne verzamelt.

## 2020
Op Nieuwjaarsdag 2020 werd via een anoniem Twitter account een begin gemaakt met het vrijgegeven van documenten die uitgebreide informatie geven over de interne werkzaamheden van Cambridge Analytica. Deze documenten bleken emails van de harde schijven van Brittany Kaiser te zijn. De verwachting is dat begin 2020 meer dan 100.000 documenten worden gepubliceerd.